# Lucia Valenti
Lucia Valenti (Arona, 9 settembre 1958) è una doppiatrice, dialoghista e direttrice del doppiaggio italiana.

## Biografia
Nei primi anni 1980 partecipa a una filodrammatica di Cambiano diretta da Sergio Ariotti. Il debutto in televisione è stato con l'originale TV Giovanni Achille Cagna, per la regia di Sergio Ariotti, trasmesso da Rai 3 Piemonte nel 1981.
È socia fondatrice e presidente della cooperativa O.D.S. (Operatori Doppiaggio e Spettacolo), operante a Torino dal 1983.
Lavora negli studi di Torino e Milano.

## Filmografia

### Cinema
- Last Food, regia di Daniele Cini (2004)
- Killer’s playlist, regia di Carlo Ausino (2006)
- Giallo?, regia di Antonio Capuano (2008)

### Televisione
- Giovanni Achille Cagna, regia di Sergio Ariotti - film TV (1981)
- Aeroporto Internazionale - serie TV (RaiUno, 1985)
- Diciottanni - Versilia 1966 - serie TV (RaiUno, 1988)
- Mozart è un assassino, regia di Sergio Martino - film TV (2002)
- Cuori rubati - soap opera (Rai 2, 2002)
- Vivere - soap opera (Canale 5)
- CentoVetrine - soap opera (Canale 5)
- Sospetti - serie TV (2003)
- Il bene e il male - serie TV (2009)

## Doppiaggio

### Film
- Kathy Bates in Love Liza
- Miranda Richardson in Angeli caduti, Puffball
- Yolande Moreau in Séraphine
- Janeane Garofalo in Speech & Debate
- Julie Walters in Buster
- Kelly Rowan in Jack and Jill vs. the World
- Francisca Gavilán in Violeta Parra Went to Heaven
- Noémie Lvovsky in Backstage
- Glenne Headly in Rivincita per due
- Hunter Tylo in SharkMan - Una nuova razza di predatori
- Anne Dorval in J'ai tué ma mère, Les amours imaginaires
- Olivia Colman in Tirannosauro
- Vanessa Angel in Out for blood - La paura dilaga
- Helene McCardle in Lost signal
- Sandra Paduch in 5 vite all'inferno
- Dita Von Teese in Madame morte
- Hildegun Riise in 1001 grammi
- Nathalie Richard in Violette
- Yong Mei in The Assassin
- Nathalie Baye in Laurence Anyways e il desiderio di una donna...
- Céline Sallette in Saint Amour
- Izabela Kuna in Marie Curie: The Courage of Knowledge
- Petra Morzé in Lou von Salomè
- Adriana Barraza in Monica
- Anne-Lise Heimburger in La douleur
- Rakel Wärmländer in Border - Creature di confine
- Julieta Szönyi in La Gomera - L'isola dei fischi
- Moon So-Ri in Little Forest
- Ljiljana Blagojevic in Promettilo!

### Film d'animazione
- Rosa Casagrande ne I Casagrande - Il film

### Serie televisive
- Kristen Thomson in Cardinal
- Annette O'Toole in Halt and Catch Fire
- Rachelle Lefèvre in Mary Kills People
- Geraldine Somerville in Kiss Me First
- Elizabeth Peña in Matador
- Tracy Hutson in Extreme Makeover: Home Edition
- Melanie Nicholls-King in Rookie Blue
- Zoë Wanamaker in My Family
- Cara Pifko in Alla corte di Alice
- Carrie Fisher in It's Christmas, Carol!
- Kellie Martin in Cara Viola, Quando dici sì
- Crystal Balint in The Bletchley Circle: San Francisco
- Juliet Stevenson in Enfield - oscure presenze

### Soap Opera e Telenovelas
- Olivia Pascal in Tempesta d'amore
- Hilda Abrahamz in Dolce Valentina
- Natália do Vale in Pagine di vita
- Haydée Balza in La signora in rosa
- Susana Dosamantes in Eva Luna

### Animazione
- Regina cattiva in Biancaneve
- Matrigna in Cenerentola
- Principessa Gioia in La bella addormentata
- Cassandra in La sirenetta
- Rosa Casagrande in A casa dei Loud e I Casagrandes
- Rita Loud in A casa dei Loud (episodio 1x14+)
- Kyle Broflovski, Sheila Broflovski, Liane Cartman, Carol McCormik, Jimmy Vulmer in South Park (2° doppiaggio-2005)
- Anna in Tre gemelle e una strega (2ª stagione)
- Mamma in Mot
- Pina in La Banda Volante
- La vedova in The Magic Riddle
- Joan Asensi in Inazuma Eleven Ares

## Direttrice di doppiaggio
Film
▪ “BURNING – L’AMORE BRUCIA” (2018)
▪ “BEONING” (original title) Drammatico – Corea del sud – 148’ Regia: Chang-dong Lee
▪ “BORDER – Creature di confine”
▪ “LUCKY” (original title) Comedy, Drama – USA – 88’ - Regia: John Carroll Lynch
▪ “TRAIN TO BUSAN” - “BUSANHAENG” (original title) Regia: Sang-ho Yeon
▪ “LIBERE DISOBBEDIENTI INNAMORATE”
▪ "Irena Sendler" Original title: THE COURAGEUS HEART OF IRENA SENDLER
▪ "GOODNIGHT FOR JUSTICE": Type: Western Tv series
▪ "SAUL THE JOURNEY TO DAMASCUS"
▪ "GIGANTIC"
▪ "Marie Curie"
▪ "Corpus Christi"
▪ "Backstage"
▪ "Little Panda Fighter"
▪ "Max & Co."
▪ "The Room"
▪ "Sharkman"
▪ "Afghan Nights"
▪ "Tracks"
▪ "Five Across the Eyes"
▪ "Out of Blood"
▪ "Cortez Hotel"
▪ "Mosquito man"
▪ "Family"
▪ "Comeback Season
▪ "Jack e Jill"
▪ "Partition"
▪ "Devil's Tomb
▪ "The cycle"
▪ "A crime"
▪"Actrices"
▪ "Aspettando il diluvio"
▪ "Il mistero della camera gialla"
▪ "Falling angels"
▪ "Janis e John"
▪ "La compagnia degli uomini"
▪ "Il presidente"
▪ "Les egares"
▪ "Love Liza"
▪ "L’Histoire de Richard O."
▪ "My Bollywood Bride"
▪ "Deep in the Valley"
▪ "Splinter"
▪ "Succubus"
▪ "Out for blood"
▪ "BTK"
▪ "Small Town - La città della morte"
▪ "Devil’s tomb"
▪ "Sangue facile"
▪ "Paolo di Tarso - Il viaggio verso Damasco"
▪ "Libere disobbedienti innamorate",
Telefilm
- “THE ROOKIE”  (RAI 2)“HALT AND CATCH FIRE”

▪ “MIEI CARISSIMI BIANCHI” “DEAR WHITE PEOPLE”
▪ “WENDELL&VINNIE”  “WENDELL&VINNIE”
▪ “MARY KILLS PEOPLE”  -
▪ “KISS ME FIRST”
▪ “GAP YEAR”
▪ ““21 THUNDER”
▪ “MATADOR”
▪ "My Family"
▪ "L'ispettore Barnaby"
▪ "Il nonno nel taschino"
▪ "Rookie Blue"
▪ "Haven"
▪ "Shattered",
▪ "The Spiral",
▪  "Bitten"
▪ "The Bletchley Circle: San Francisco", "Chronicle Mysteries"
▪ "Dollface"